# اومیت کورکماتس
اومیت کورکماتس (انگلیسی: Ümit Korkmaz؛ زادهٔ ۱۷ سپتامبر ۱۹۸۵) بازیکن فوتبال ترک‌تبار اهل اتریش است.
از باشگاه‌هایی که در آن بازی کرده‌است می‌توان به باشگاه فوتبال چای‌کار ریزه‌اسپور، باشگاه فوتبال اینگولشتات ۰۴، باشگاه فوتبال بوخوم، باشگاه فوتبال آینتراخت فرانکفورت، و باشگاه فوتبال راپید وین اشاره کرد.
وی همچنین در تیم ملی فوتبال اتریش بازی کرده‌است.